# カマズレン
カマズレン (Chamazulene) は、カモミール、ニガヨモギ、セイヨウノコギリソウ等の植物に含まれる、C14H16の分子式を持つ芳香族化合物である。カマズレンは、セスキテルペンであるマトリシンから生合成される青紫色のアズレン誘導体である。カマズレンは、in vivoで抗炎症作用を持つ。